# Indian Arrows
Indian Arrows (anteriormente llamado Pailan Arrows) fue un club de fútbol indio ubicado en Delhi, que compitió en la I-League. El club se formó con el objetivo principal de nutrir a jóvenes talentos del fútbol indio. Después de disolverse en 2013, el proyecto fue revivido como Indian Arrows en 2017.

## Historia

### Temporada 2010-11
Pailan Arrows fue fundado como AIFF XI en 2010 bajo la recomendación del entonces entrenador en jefe de la India, Bob Houghton, y del presidente de la Federación de Fútbol de toda la India, Praful Patel, después de que Bob notara que casi todos los jugadores de la India U19 y la India U23 estaban en el banquillo durante la temporada de I-League y nunca conseguían ningún tiempo de juego. El club originalmente estaba programado para unirse a la I-League 2nd Division pero después de la disolución de Mahindra United, el AIFF permitió que AIFF XI ingresara en la I-League automáticamente El club participó en su primera competición en 2010, que fue la Copa de la Federación, y jugó su primer partido profesional el 21 de septiembre de 2010 contra el JCT FC en la Copa de la Federación, en la que AIFF XI ganó 1–0 con Malsawmfela anotando el primer gol en la clasificación de la historia del equipo. El equipo terminó tercero en el grupo al final, perdiendo pasar a la siguiente ronda por cuatro puntos. El club luego participó en su primer partido de la I-League el 3 de diciembre de 2010 contra Chirag United en el que el club perdió 1–2 y con Lalrindika Ralte anotando el primer gol para el club en la liga. El club ganó sus primeros puntos el 8 de diciembre de 2010 contra ONGC F.C. después de empatar 1–1. El 11 de enero de 2011 se anunció que AIFF XI cambiaría su nombre a Indian Arrows que entraría en vigencia el 1 de febrero de 2011. Terminaron la temporada 2010-11 de la I-League en el 9º lugar.

### Temporada 2011-12
El verano de 2011 sería muy ocupado para el club. El club cambió su nombre a Pailan Arrows el 15 de junio de 2011 después de que la Federación de Fútbol de toda la India llegó a un acuerdo con Pailan Group para patrocinar el equipo.
Con el acuerdo, Pailan Arrows también se trasladó a Calcuta y al estadio Yuva Bharati Krirangan. Luego, el 13 de agosto de 2012, el entrenador en jefe Desmond Bulpin fue despedido por el club debido a su "estilo de fútbol", mientras que el exentrenador de la selección de fútbol de la India, Sukhwinder Singh, fue contratado para hacerse cargo del club.
El club también perdió muchas de las estrellas de la temporada anterior, como Lalrindika Ralte, Jeje Lalpekhlua (máximo goleador de Pailan y entre los indios en 2010–11), Manandeep Singh y Gurpreet Singh Sandhu. El club volvió a participar en la Copa Federación en 2011, donde Pailan ganó dos partidos, pero perdió uno, lo que significó que terminarían segundo detrás de Salgaocar y, por lo tanto, Pailan quedó eliminado en la fase de grupos nuevamente. Pailan Arrows comenzó la campaña de la I-League 2011–12 contra Mohun Bagan en el estadio Yuva Bharati Krirangan el 23 de octubre de 2012, en la que perdieron 1–3 después de que Lalrozama Fanai les dio la ventaja inicial. El 7 de febrero de 2012, Sukhwinder Singh renunció como entrenador de Pailan Arrows por motivos personales. En este punto, Pailan tampoco había ganado un solo partido en la I-League y solo había logrado ocho empates en 17 partidos. El entrenador asistente Sujit Chakravarty se hizo cargo de las riendas como entrenador en jefe durante el resto de la temporada. Hacia el final de la temporada, Pailan logró ganar dos partidos, uno contra el Chirag United Club Kerala y otro contra HAL para terminar la temporada en el puesto 13 entre 14 equipos, pero como son un equipo de desarrollo, Pailan no fue relegado.

### Temporada 2012-13
Después de la desastrosa temporada que soportó Pailan, el club y All India Football Federation firmaron al australiano Arthur Papas como el nuevo entrenador permanente de India U23 y Pailan Arrows el 24 de mayo de 2012. Papas llegó al club después de entrenar a su antiguo club, Oakleigh Cannons FC, para el título de subcampeón de la Premier League victoriana de 2011.

### Disolución
El 29 de agosto de 2013 se anunció que Pailan Arrows había sido disuelto por la Federación de Fútbol de toda India, ya que los patrocinadores del club, Pailan Group, no podían apoyar financieramente al equipo.

### Resurgimiento
Después de ser anfitrión exitoso de la Copa Mundial de Fútbol Sub-17 de 2017, AIFF revivió el proyecto con el objetivo de dar tiempo de juego regular a los jugadores de la copa mundial U-17 como equipo, y presentó al equipo en la I-League 2017-2018 y cambió el nombre del equipo a Indian Arrows.

### Desaparición
En septiembre de 2022 el comité ejecutivo de la AIFF aceptó la recomendación de su comité técnico recién creado de discontinuar a los Indian Arrows por la dificultad de cumplir con los criterios de licencia de la AFC. También anunciaron que los recursos usados por los Indian Arrows se invertirían en crear una nueva Elite Youth League en el país.

## Estadio
Para la temporada 2010-11 de la I-League, el club jugó en el estadio Tau Devi Lal en Gurgaon, Haryana, cuando originalmente debían jugar en el Estadio Ambedkar en Delhi, pero debido a la condición del terreno de juego, el club fue trasladado a Gurgaon. Después de mudarse a Calcuta, el club comenzó a jugar en el Estadio de Salt Lake, que también alberga a East Bengal, Mohun Bagan y Prayag United. En 2017–18, el equipo jugará en Goa y Delhi. En 2018–19, el equipo jugará en Odisha.

## Temporadas
| Temporada | División | División | División | División | División | División | División | Continental  | Continental  | Continental  | Continental  | Continental  | Continental  | Goleador(es)                   | Goleador(es) |
| Temporada | División | P        | G        | E        | P        | GF       | GC       | P            | G            | E            | P            | GF           | GC           | Jugador                        | Goles        |
| --------- | -------- | -------- | -------- | -------- | -------- | -------- | -------- | ------------ | ------------ | ------------ | ------------ | ------------ | ------------ | ------------------------------ | ------------ |
| 2010–11   | I-League | 26       | 7        | 8        | 11       | 31       | 49       | No clasificó | No clasificó | No clasificó | No clasificó | No clasificó | No clasificó | Jeje Lalpekhlua                | 13           |
| 2011–12   | I-League | 26       | 2        | 10       | 14       | 17       | 40       | No clasificó | No clasificó | No clasificó | No clasificó | No clasificó | No clasificó | Chinadorai Sabeeth             | 9            |
| 2012–13   | I-League | 26       | 6        | 5        | 15       | 45       | 40       | No clasificó | No clasificó | No clasificó | No clasificó | No clasificó | No clasificó | Halicharan Narzary Milan Singh | 5            |
| 2017–18   | I-League | 18       | 4        | 3        | 11       | 13       | 24       | No clasificó | No clasificó | No clasificó | No clasificó | No clasificó | No clasificó | Abhijit Sarkar                 | 4            |
| 2018–19   | I-League | 20       | 6        | 3        | 11       | 19       | 28       | No clasificó | No clasificó | No clasificó | No clasificó | No clasificó | No clasificó | Rohit Danu                     | 4            |
| 2019–20   | I-League | 16       | 2        | 3        | 11       | 7        | 20       | No clasificó | No clasificó | No clasificó | No clasificó | No clasificó | No clasificó | Vikram Pratap Singh            | 4            |
| 2020–21   | I-League | 10       | 1        | 1        | 8        | 6        | 31       | No clasificó | No clasificó | No clasificó | No clasificó | No clasificó | No clasificó | Harsh Patre                    | 3            |
| 2021–22   | I-League | 2        | 1        | 1        | 0        | 2        | 1        | No clasificó | No clasificó | No clasificó | No clasificó | No clasificó | No clasificó | Parthib Gogoi                  | 1            |

## Entrenadores
| Nombre               | País      | Inicio      | Fin         | P  | G | E | P  | GF | GC |
| -------------------- | --------- | ----------- | ----------- | -- | - | - | -- | -- | -- |
| Des Bulpin           | Escocia   | Agosto 2010 | Agosto 2011 | 26 | 7 | 8 | 11 | 31 | 49 |
| Sukhwinder Singh     | India     | 15-8-2011   | 7-2-2012    | 17 | 0 | 8 | 9  | 8  | 28 |
| Sujit Chakravarty    | India     | 8-2-2012    | 7-5-2012    | 9  | 2 | 2 | 5  | 9  | 12 |
| Arthur Papas         | Australia | 22-5-2012   | 28-5-2013   | 27 | 6 | 6 | 15 | 27 | 47 |
| Sanjoy Sen           | India     | 20-7-2013   | 29-7-2013   | 0  | 0 | 0 | 0  | 0  | 0  |
| Luís Norton de Matos | Portugal  | 17-8-2017   | 18-7-2018   | 19 | 4 | 3 | 12 | 14 | 26 |
| Floyd Pinto          | India     | 25-7-2018   | 29-11-2019  | 22 | 7 | 3 | 12 | 21 | 31 |
| Shanmugam Venkatesh  | India     | 29-11-2019  | Abril 2022  | 31 | 5 | 5 | 21 | 18 | 58 |